# Харпер, Лора
Лора Харпер (англ. Laura Harper; род. 11 апреля 1986 года, Филадельфия, Пенсильвания, США) — американская профессиональная баскетболистка и тренер, которая выступала в женской национальной баскетбольной ассоциации за команду «Сакраменто Монархс», а также в ряде европейских клубов. Она была выбрана на драфте ВНБА 2008 года в первом раунде под общим десятым номером. Играла на позиции тяжёлого форварда и центровой. В настоящее время работает главным тренером женской баскетбольной команды в университете Таусон.

## Биография
Лора Харпер училась в Челтенхамской старшей школе в Винкоте (штат Пенсильвания), где выступала за местную баскетбольную команду и включалась во всеамериканскую сборную. В 2004 году она принимала участие в матче всех звёзд, где набрала 9 очков.
Лора Харпер выступала за студенческую баскетбольную команду университета Мэриленда и в 2006 году вместе с ней завоевала чемпионский титул NCAA. За свою игру она была названа самым выдающимся баскетболистом баскетбольного турнира 2006 года. По окончании выступлений за «Террапинс», её номер 15 был закреплён за ней, а майка с этим номером была вывешена под крышей «Комкаст-центра».
Харпер выступала за женскую сборную США в возрасте до 18 лет, в составе которой завоевала золотую медаль на чемпионате Америки 2004 года, проходившим в Маягуэсе, Пуэрто-Рико. Сама Харпер выходила в стартовом составе во всех пяти матчах и в среднем за игру набирала 12,8 очка.
С 2009 года не выступает из-за травмы, поэтому решила начать тренерскую карьеру. В мае 2013 года она стала помощником тренера в женской команде Американского университета, а в сентябре перешла в Лойольский университет в Мэриленде на такую же должность. C 2014 по 2016 год занимала пост помощника тренера в университете Хай-Пойнт, затем год проработала в университете Джорджа Вашингтона, пока в апреле 2017 года не заняла позицию помощника тренера в университете Флориды.